# Municipio de Liberty Grove
El municipio de Liberty Grove (en inglés: Liberty Grove Township) es un municipio ubicado en el condado de Richland en el estado estadounidense de Dakota del Norte. En el año 2010 tenía una población de 114 habitantes y una densidad poblacional de 1,23 personas por km².

## Geografía
El municipio de Liberty Grove se encuentra ubicado en las coordenadas 46°8′44″N 97°3′48″O / 46.14556, -97.06333. Según la Oficina del Censo de los Estados Unidos, el municipio tiene una superficie total de 92.87 km², de la cual 92,82 km² corresponden a tierra firme y (0,05 %) 0,05 km² es agua.

## Demografía
Según el censo de 2010, había 114 personas residiendo en el municipio de Liberty Grove. La densidad de población era de 1,23 hab./km². De los 114 habitantes, el municipio de Liberty Grove estaba compuesto por el 94,74 % blancos, el 2,63 % eran afroamericanos, el 0,88 % eran asiáticos y el 1,75 % eran de una mezcla de razas. Del total de la población el 0 % eran hispanos o latinos de cualquier raza.